# Zero in condotta/Un mondo di magia
Zero in condotta/Un mondo di magia  è il sessantacinquesimo singolo discografico di Cristina D'Avena, pubblicato nel 1990.

## Descrizione
Sul Lato A è incisa "Zero in condotta", sigla della serie animata omonima, scritta da Alessandra Valeri Manera su musica e arrangiamento di Carmelo Carucci. La base musicale fu utilizzata anche per la sigla spagnola "Nick Maravilla" (1992). 
Sul lato B è incisa "Un mondo di magia", sigla della seconda serie dell'anime "Lo specchio magico", scritta da Alessandra Valeri Manera su musica e arrangiamento di Massimiliano Pani. La base musicale fu utilizzata anche per la sigla francese "Tommy et Magalie" (1992).
Si tratta dell'ultimo 45 giri della cantante che presenta sulle facciate due sigle differenti. Nei 45 giri successivi infatti sul lato B verrà incisa sempre la versione strumentale della sigla presente sul lato A.

## Edizioni
Entrambi i brani sono stati inseriti nella compilation Cristina D'Avena e i tuoi amici in TV 4.

## Tracce
Lato A
1. Zero in condotta – 3:01 (Alessandra Valeri Manera-Carmelo Carucci)

Durata totale: 3:01
Lato B
1. Un mondo di magia – 3:36 (Alessandra Valeri Manera-Massimiliano Pani)

Durata totale: 3:36